# Danh sách bài hát của Anh Bằng
Đây là danh sách những bài hát do Anh Bằng sáng tác hoặc viết lời Việt. Anh Bằng (5 tháng 5 năm 1926 – 12 tháng 11 năm 2015) là một nhạc sĩ Việt Nam có nhiều sáng tác nổi tiếng. Sự nghiệp âm nhạc của ông trải dài tại miền Nam Việt Nam trước năm 1975 cho tới lúc qua đời tại Hoa Kỳ.
Danh sách này không tính những bài hát ký tên chung trong nhóm Lê Minh Bằng để tránh nhầm lẫn.

## Thông tin thêm
- Phạm Thành Tài (1932–1997) là một nhà thơ trước năm 1975. Nhiều nơi ghi sai là Phan Thanh Tài.[1]
- Bài Hạnh phúc lang thang (sáng tác năm 1983) là của Trần Ngọc Sơn – con trai nhạc sĩ Anh Bằng.
- Bài Ngày mai đẹp phải không em (sáng tác năm 1997) là của Trần An Thanh – con trai nhạc sĩ Anh Bằng.
- Bài Đêm không ngủ bị Vinh Sử tự ý sửa thành "Bao đêm không ngủ".
- Bài Đam Mê (tên thật là Đam mê ơi) là của nhạc sĩ Huyền Anh.  Bài hát này bị nhầm là của Anh Bằng trong CD Mạnh Đình 7 : Xé Thư Tình và nhiều nơi ghi sai là của Dzoãn Bình.
- Bài Huế xưa của Anh Bằng bị nhầm là của Châu Kỳ trong nhiều chương trình ca nhạc ở Việt Nam.

## Phổ thơ
Danh sách này không đầy đủ, bạn cũng có thể giúp mở rộng danh sách.
| STT | Tên bài hát                             | Ghi chú                                                        | Năm  |
| --- | --------------------------------------- | -------------------------------------------------------------- | ---- |
| 1   | Ai bảo em là giai nhân                  | Phổ thơ "Một mùa đông" của Lưu Trọng Lư                        | 1999 |
| 2   | Áo dài quê hương                        | Phổ thơ "Thiếu nữ" của Cao Đông Khánh                          | 1982 |
| 3   | Anh biết em đi chẳng trở về             | Phổ thơ Thái Can                                               | 1982 |
| 4   | Anh còn nợ em                           | Phổ thơ Phạm Thành Tài                                         | 2000 |
| 5   | Anh còn yêu em                          | Phổ thơ Phạm Thành Tài                                         | 2008 |
| 6   | Anh cứ hẹn                              | Phổ thơ Hồ Dzếnh                                               |      |
| 7   | Bài ca của đêm                          | Phổ thơ Nguyễn Trầm Nguyễn                                     |      |
| 8   | Bài thơ đan áo                          | Phổ thơ T.T.Kh                                                 | 2001 |
| 9   | Bỏ phố Đà Lạt                           | Phổ thơ Hoàng Ngọc Ẩn                                          | 1982 |
| 10  | Bông hoa vườn dị thảo                   | Phổ thơ Hoàng Song Liêm                                        | 2010 |
| 11  | Bướm trắng                              | Phổ thơ Nguyễn Bính                                            | 1988 |
| 12  | Cám ơn Phật                             | Phổ thơ Thanh Trí Cao                                          | 2007 |
| 13  | Cánh phượng hồng thuở xưa               | Phổ thơ Trịnh Bửu Hoài                                         | 2012 |
| 14  | Chia tay hư ảo                          | Phổ thơ B.H                                                    |      |
| 15  | Chuyện giàn thiên lý                    | Phổ thơ "Nhà tôi" của Yên Thao                                 | 1993 |
| 16  | Chuyện giàn thiên lý 2                  | Phổ thơ "Nhà tôi" của Yên Thao                                 | 1996 |
| 17  | Chuyện hoa sim                          | Phổ thơ "Màu tím hoa sim" của Hữu Loan                         | 1994 |
| 18  | Chuyện hoa tigôn (Hoa dáng như tim vỡ)  | Phổ thơ T.T.Kh                                                 | 1994 |
| 19  | Chuyện tình hoa mai                     | Phổ thơ Nguyễn Bính                                            |      |
| 20  | Chuyện tình hoa trắng                   | Phổ thơ Kiên Giang                                             | 1996 |
| 21  | Có một ngày                             | Phổ thơ Nguyễn Khoa Điềm                                       |      |
| 22  | Cõi buồn                                | Phổ thơ "Cõi nào buồn hơn" của Phong Vũ                        | 1982 |
| 23  | Còn có bao giờ em nhớ ta                | Phổ thơ Quang Dũng                                             | 1998 |
| 24  | Cô bé môi hồng                          | Phổ thơ Như Mai                                                | 1982 |
| 25  | Cỗ bài tam cúc                          | Phổ thơ Hồ Dzếnh                                               | 2003 |
| 26  | Dĩ vãng một loài hoa                    | Phổ thơ T.T.Kh                                                 | 1996 |
| 27  | Đánh cờ                                 | Phổ thơ Hồ Xuân Hương, ký tên Trần Tân Thanh, viết cho ban AVT |      |
| 28  | Đừng như công chúa                      | Phổ thơ Nguyễn Nhật Ánh                                        | 2011 |
| 29  | Đừng xa nhau                            | Phổ thơ B.H                                                    |      |
| 30  | Gọi anh mùa xuân                        | Phổ thơ Trần Mộng Tú                                           | 2003 |
| 31  | Gởi anh                                 | Phổ thơ Thu Nguyệt                                             | 1999 |
| 32  | Hoa học trò (Bây giờ còn nhớ hay không) | Phổ thơ "Hoa học trò" của Nhất Tuấn                            | 1973 |
| 33  | Hoa mẫu đơn                             | Phổ thơ Hồ Dzếnh                                               | 2003 |
| 34  | Hồi chuông xóm đạo                      | Phổ thơ Kiên Giang                                             | 1993 |
| 35  | Kể chuyện đêm vô cùng                   | Phổ thơ Việt Phương                                            |      |
| 36  | Khóc mẹ đêm mưa                         | Phổ thơ Vương Trọng                                            | 2005 |
| 37  | Khúc mưa buồn                           | Đồng sáng tác Trúc Hồ                                          | 2003 |
| 38  | Khúc thụy du                            | Phổ thơ Du Tử Lê                                               | 1982 |
| 39  | Kỳ diệu                                 | Phổ thơ Nguyên Sa                                              |      |
| 40  | Lời khẩn cầu vụng dại                   | Phổ thơ B.H                                                    |      |
| 41  | Mai tôi đi                              | Phổ thơ Nguyên Sa                                              |      |
| 42  | Mất anh đêm giáng sinh                  | Phổ thơ Y Nga                                                  |      |
| 43  | Mình ơi em chẳng cho về                 | Quan họ "Người ơi, người ở đừng về"                            | 2009 |
| 44  | Mắt em                                  | Phổ thơ Nguyễn Chí Thiện                                       | 1996 |
| 45  | Mộ đời                                  | Phổ thơ Q.H                                                    |      |
| 46  | Mùa đã sang rồi em có hay               | Phổ thơ Hoàng Ngọc Ẩn                                          | 1990 |
| 47  | Mưa buồn                                | Phổ thơ Hoàng Ngọc Ẩn                                          | 2006 |
| 48  | Nếu vắng anh                            | Phổ thơ "Cần thiết" của Nguyên Sa                              |      |
| 49  | Ngày tôi về                             | Phổ thơ Phạm Thiên Lý                                          |      |
| 50  | Người ở lại buồn                        | Phổ thơ Ngô Xuân Hậu                                           | 1990 |
| 51  | Người qua phố                           | Phổ thơ "Lời gọi thầm của chim" của Thái Tú Hạp                | 1982 |
| 52  | Người thương binh                       | Phổ thơ Thái Tú Hạp                                            | 2007 |
| 53  | Nhớ đêm mưa Sài Gòn                     | Phổ thơ B.H                                                    | 2007 |
| 54  | Như em                                  | Phổ thơ Đỗ Trung Quân                                          |      |
| 55  | Niềm tin                                | Phổ thơ Nhất Tuấn                                              |      |
| 56  | Nỗi buồn sau cuộc chiến                 | Phổ thơ Đỗ Tiến Đức                                            |      |
| 57  | Núi đôi                                 | Phổ thơ Vũ Cao                                                 | 2001 |
| 58  | Nước mắt mẹ tôi                         | Phổ thơ Thanh Trí Cao                                          | 2000 |
| 59  | Ông đồ (Vọng cổ)                        | Phổ thơ Vũ Đình Liên                                           | 2003 |
| 60  | Quê hương bài học đầu đời cho con       | Phổ thơ Đỗ Trung Quân                                          | 2003 |
| 61  | Rất Huế                                 | Phổ thơ Phong Sơn                                              | 2007 |
| 62  | Sợi tóc                                 | Phổ thơ Sương Mai                                              | 2003 |
| 63  | Sông sầu đôi nhánh                      | Phổ thơ Hoàng Thượng Dung                                      | 1998 |
| 64  | Thăm mộ mẹ                              | Phổ thơ Lê Huy Phương                                          | 2008 |
| 65  | Thiên thần lạc loài                     | Phổ thơ B.H                                                    |      |
| 66  | Tiếc thương                             | Phổ thơ Cao Tần                                                | 2007 |
| 67  | Tím cả chiều hoang                      | Phổ thơ "Màu tím hoa sim" của Hữu Loan                         | 1998 |
| 68  | Trả em cay đắng mộng vàng               | Phổ thơ Từ Nguyên Thạch                                        | 1997 |
| 69  | Trái tim ngoan                          | Phổ thơ Nguyên Sa                                              |      |
| 70  | Trong cõi tình ta                       | Phổ thơ B.H                                                    |      |
| 71  | Trúc đào                                | Phổ thơ Nguyễn Tất Nhiên                                       | 1983 |
| 72  | Truyện Kiều                             | Phổ thơ Nguyễn Du                                              |      |
| 73  | Từ độ ánh trăng tan                     | Phổ thơ Đặng Hiền                                              | 1992 |
| 74  | Từ thuở yêu em                          | Phổ thơ Phạm Thành Tài                                         |      |
| 75  | Về                                      | Phổ thơ Mường Mán                                              | 2000 |
| 76  | Về thăm chốn xưa                        | Phổ thơ Phạm Chí Nhân                                          |      |
| 77  | Yêu dấu phương xưa                      | Phổ thơ Nguyễn Văn Hưng                                        |      |

## Viết lời Việt
Danh sách này không đầy đủ, bạn cũng có thể giúp mở rộng danh sách.
| STT | Tên bài hát                  | Bài hát gốc                        | Năm  |
| --- | ---------------------------- | ---------------------------------- | ---- |
| 1   | Amour                        |                                    |      |
| 2   | Bây giờ còn yêu              |                                    | 1994 |
| 3   | Biển                         | La mer                             | 1994 |
| 4   | Búp bê trên bàn bureau       |                                    | 1985 |
| 5   | Chuyện tình yêu              | Histoire d'un amour                | 1991 |
| 6   | Con số không                 | La vie est nulle, ký Trần An Thanh | 1974 |
| 7   | Cung La buồn                 |                                    | 1988 |
| 8   | Hãy sống cho tuổi trẻ        | Say you will                       | 1992 |
| 9   | Khi nàng yêu                 | Femme Amoureuse                    | 1989 |
| 10  | Mưa đêm                      |                                    | 1990 |
| 11  | Này cô em                    | Ký tên Lê Minh Bằng                | 1993 |
| 12  | Người mẹ buồn                |                                    | 1994 |
| 13  | Người tình mùa đông          | Rouge (Nakajima Miyuki)            | 1994 |
| 14  | Nhớ qua thăm em              |                                    | 1999 |
| 15  | Như mây khói                 | Femme Aujourd' hut                 | 1990 |
| 16  | Ôi đam mê ngày xanh          | I just fall in love again          | 1988 |
| 17  | Thoáng mưa sa                |                                    | 1993 |
| 18  | Tình lầm lỡ                  | Ashizuri Misaki                    | 1995 |
| 19  | Tình nồng cháy               |                                    | 1989 |
| 20  | Tình yêu như mũi tên         | El Choclo                          | 1999 |
| 21  | Tequila                      |                                    | 1999 |
| 22  | Trái tim nặng trĩu hoang sầu | Ký Trần An Thanh                   | 1998 |
| 23  | Tuyết rơi                    |                                    |      |
| 24  | Tượng đá và chút suy tư      | Nhạc Pakistan                      | 2004 |
| 25  | What a wonderful world       |                                    | 2000 |

## Trong nước
Danh sách này không đầy đủ, bạn cũng có thể giúp mở rộng danh sách.
| STT | Tên bài hát                   | Ghi chú                                     | Năm  |
| --- | ----------------------------- | ------------------------------------------- | ---- |
| 1   | 3 đêm mộng                    |                                             |      |
| 2   | Bẽ bàng                       |                                             |      |
| 3   | Binh méo Cai tròn             | Viết cho ban AVT                            | 1966 |
| 4   | Bóng đêm                      | Đồng sáng tác Lê Dinh                       | 1963 |
| 5   | Buồn len mắt nhỏ              | Đồng sáng tác Lê Dinh                       | 1964 |
| 6   | Cám ơn người                  | Đồng sáng tác Minh Kỳ                       |      |
| 7   | Căn nhà ngoại ô               | T.H.                                        | 1966 |
| 8   | Chỉ hai đứa mình thôi nhé     | Đồng sáng tác Lê Dinh                       | 1964 |
| 9   | Chiều chủ nhật                |                                             | 1969 |
| 10  | Chủ nhật buồn                 |                                             |      |
| 11  | Chung tình                    |                                             |      |
| 12  | Chuyến xe hoa buồn            | T.H.                                        | 1974 |
| 13  | Chuyện người yêu              | Đồng sáng tác Lê Dinh                       | 1966 |
| 14  | Cuối đường                    | T.H.                                        |      |
| 15  | Cuối mùa mưa                  |                                             | 1967 |
| 16  | Đêm không ngủ                 |                                             | 1964 |
| 17  | Đôi bóng                      | Đồng sáng tác Lê Dinh                       | 1963 |
| 18  | Em là mùa xuân                | Đồng sáng tác Minh Kỳ                       | 1965 |
| 19  | Giấc ngủ cô đơn               | Đồng sáng tác Lê Dinh                       | 1963 |
| 20  | Giã từ người thương           | Đồng sáng tác Lê Dinh                       | 1964 |
| 21  | Giọt buồn không tên           | Ký tên Tô Giang                             | 1971 |
| 22  | Gót chinh nhân                |                                             |      |
| 23  | Hát để tặng anh               | Đồng sáng tác Lê Dinh                       | 1965 |
| 24  | Hận tình                      |                                             | 1970 |
| 25  | Hẹn anh đêm nay               |                                             | 1962 |
| 26  | Huynh đệ chi binh             | Viết cho ban AVT                            | 1966 |
| 27  | Khi mình xa nhau              | Đồng sáng tác Lê Dinh                       | 1964 |
| 28  | Khi đã vì yêu                 | Đồng sáng tác Lê Dinh                       |      |
| 29  | Khúc ca tình sầu              |                                             | 1970 |
| 30  | Lạy mẹ con đi                 |                                             | 1969 |
| 31  | Lẻ bóng                       | Đồng sáng tác Lê Dinh                       | 1962 |
| 32  | Lời cám ơn cuối cùng          |                                             | 1971 |
| 33  | Lời tình                      |                                             | 1972 |
| 34  | Mất nhau mùa đông             |                                             | 1970 |
| 35  | Mùa phượng                    | T.H.                                        |      |
| 36  | Mùa thu lá bay                | Đồng sáng tác Lê Dinh                       | 1974 |
| 37  | Nam Xương tiếng khóc đêm mưa  |                                             |      |
| 38  | Nàng áo tím                   |                                             | 1967 |
| 39  | Nếu mình thương nhau          | Đồng sáng tác Lê Dinh                       | 1964 |
| 40  | Nếu vắng anh                  |                                             | 1962 |
| 41  | Ngày mai con đi               | T.H.                                        |      |
| 42  | Ngày mai nếu em lấy chồng     | Đồng sáng tác Huy Thanh                     |      |
| 43  | Nghĩa của tình yêu            | Đồng sáng tác Minh Kỳ                       | 1965 |
| 44  | Ngoại ô buồn                  | T.H.                                        | 1968 |
| 45  | Ngọn đèn đêm                  |                                             | 1974 |
| 46  | Người thợ săn và đàn chim nhỏ | Ký tên Vương Đức Long                       | 1974 |
| 47  | Như thân tượng đá             |                                             |      |
| 48  | Những kiếp hoa xuân           | Ký tên Trần Cao Nguyên                      | 1967 |
| 49  | Những tâm hồn cô đơn          |                                             |      |
| 50  | Nếu ai có hỏi                 | Đồng sáng tác Lê Dinh                       | 1966 |
| 51  | Nếu hai đứa mình              | Đồng sáng tác Lê Dinh                       | 1963 |
| 52  | Nỗi lòng người đi             |                                             | 1967 |
| 53  | Nửa đêm biên giới             |                                             | 1963 |
| 54  | Nước mắt của một linh hồn     | Ký tên Linh Bằng                            | 1972 |
| 55  | Sang mùa                      | Đồng sáng tác Lê Dinh                       | 1963 |
| 56  | Sao anh không đến             |                                             |      |
| 57  | Sao anh không đi              | Đồng tác giả với Hoàng Linh Duy và Anh Linh | 1962 |
| 58  | Sầu lẻ bóng                   |                                             | 1965 |
| 59  | Tập lái Vespa                 | Viết cho ban AVT                            |      |
| 60  | Thương phận bé thơ            |                                             |      |
| 61  | Tiếc thầm                     | Viết cho ban AVT                            |      |
| 62  | Tiếng buồn dương liễu         | Đồng sáng tác Huy Phong                     |      |
| 63  | Tiếng ca đêm                  |                                             |      |
| 64  | Tiếng ca u hoài               | Đồng sáng tác Lê Dinh                       | 1964 |
| 65  | Tìm về với nhau               |                                             | 1962 |
| 66  | Tình này cho anh              |                                             |      |
| 67  | Tình qua cơn đau              |                                             |      |
| 68  | Tình yêu dấu chim             |                                             |      |
| 69  | Tình yêu tuyệt vời            |                                             |      |
| 70  | Trước mắt chúng ta            |                                             | 1973 |
| 71  | Vọng cổ ông đồ                |                                             |      |
| 72  | Vọng gác lưng đồi             | Đồng sáng tác Minh Kỳ                       | 1966 |
| 73  | Vừa hết cơn đau               |                                             | 1972 |
| 74  | Xin hãy quên tôi              |                                             | 1971 |

## Tại hải ngoại
Danh sách này không đầy đủ, bạn cũng có thể giúp mở rộng danh sách.
| STT | Tên bài hát                        | Ghi chú                     | Năm  |
| --- | ---------------------------------- | --------------------------- | ---- |
| 1   | Anh không lại                      |                             | 2000 |
| 2   | Bài ca tuổi trẻ                    |                             |      |
| 3   | Buồn xa nhà                        |                             | 1976 |
| 4   | Cả nước đấu tranh                  | Đồng sáng tác Lê Dinh       | 2012 |
| 5   | Cám ơn môi ngọt dối gian           |                             | 1994 |
| 6   | Căn gác lưu đày                    |                             | 1982 |
| 7   | Chấp nhận                          |                             | 1982 |
| 8   | Cho kỷ niệm mùa đông               |                             | 1994 |
| 9   | Chuyện người con gái ao sen        |                             | 1997 |
| 10  | Chuyện tình dĩ vãng                |                             |      |
| 11  | Chuyện tình mùa thu                |                             | 1988 |
| 12  | Có một ngày                        |                             |      |
| 13  | Con đường hẻm                      |                             | 2004 |
| 14  | Con đường Việt Nam                 | Đồng sáng tác Trúc Hồ       |      |
| 15  | Còn gì mà mong                     | Đồng sáng tác Lê Dinh       | 1990 |
| 16  | Con Rồng Cháu Tiên                 | Đồng sáng tác Trúc Hồ       |      |
| 17  | Còn yêu trọn đời                   |                             | 1996 |
| 18  | Dù nắng có mong manh               | Ký tên Lê Minh Bằng         | 1993 |
| 19  | Đà Lạt xa nhau                     |                             | 1988 |
| 20  | Đêm gầy                            |                             | 1982 |
| 21  | Đêm trăng xứ Huế                   |                             | 1990 |
| 22  | Đừng nói yêu tôi                   |                             | 1994 |
| 23  | Đừng sợ hãi                        |                             | 2012 |
| 24  | Em mãi còn tình đầu                |                             | 1996 |
| 25  | Gánh hát rong                      | Đồng sáng tác Ngọc Huyền    | 2005 |
| 26  | Gia tài của nó                     |                             | 2012 |
| 27  | Hai đứa còn cô đơn                 |                             | 1994 |
| 28  | Hành trình tìm tự do               | Đồng sáng tác Trúc Hồ       | 2001 |
| 29  | Hẹn người kiếp sau                 |                             | 1997 |
| 30  | Huế đã xa rồi                      |                             | 2013 |
| 31  | Huế khóc                           |                             | 1994 |
| 32  | Huế nhớ o                          |                             | 2012 |
| 33  | Huế xưa                            |                             | 1982 |
| 34  | Kinh hạnh phúc                     |                             | 1982 |
| 35  | Lỡ mai sau                         |                             | 1982 |
| 36  | Lỡ một cuộc tình số 2              |                             | 1994 |
| 37  | Lỡ một cuộc tình số 3              | Phổ thơ Đinh Hùng           |      |
| 38  | Lỡ một cuộc tình số 4 (Mưa chiều)  |                             | 1994 |
| 39  | Lỡ một cuộc tình số 5              |                             | 1996 |
| 40  | Lỡ một cuộc tình số 6              |                             |      |
| 41  | Lỡ một cuộc tình số 7              |                             |      |
| 42  | Lỡ một cuộc tình số 8              |                             | 1994 |
| 43  | Lời tình băng giá                  |                             | 1997 |
| 44  | Mong telephone anh                 |                             |      |
| 45  | Một ngày thật buồn                 | Đồng sáng tác Trúc Hồ       |      |
| 46  | Mưa ngoại ô                        |                             |      |
| 47  | Mưa lạnh chiều nay                 |                             |      |
| 48  | Nếu                                |                             |      |
| 49  | Người tình Sài Gòn                 |                             |      |
| 50  | Nhớ qua thăm em                    |                             | 2000 |
| 51  | Nhớ Sài Gòn                        | Đồng sáng tác Trúc Giang    | 1998 |
| 52  | Nhớ tên Sài Gòn                    |                             | 1982 |
| 53  | Nhớ về anh                         |                             |      |
| 54  | Như sương                          |                             | 1982 |
| 55  | Niềm đau đỉnh đời                  |                             | 1982 |
| 56  | Nổi lửa đấu tranh                  |                             | 1999 |
| 57  | Phải lên tiếng                     | Đồng sáng tác Lê Dinh       |      |
| 58  | Phượng hồng phượng tím             |                             | 1990 |
| 59  | Qua ngõ nhà em                     | Khác với bài của Vinh Sữ    | 1995 |
| 60  | Ru đời ru con                      |                             | 1982 |
| 61  | Sài Gòn vẫn mãi trong tôi          | Đồng sáng tác Trúc Hồ       | 1998 |
| 62  | Sài Gòn kỷ niệm                    |                             | 2012 |
| 63  | Sài Gòn mưa thu                    |                             | 1982 |
| 64  | Sao em không đến                   | Đồng sáng tác Trần Ngọc Sơn | 1998 |
| 65  | Sầu lẻ bóng 2                      |                             | 1994 |
| 66  | Sầu lẻ bóng 3                      |                             | 1995 |
| 67  | Tạ ơn cha mẹ                       |                             | 2002 |
| 68  | Tango dĩ vãng                      |                             | 1982 |
| 69  | Tango mùa thu                      |                             | 1982 |
| 70  | Tango tím                          |                             | 1982 |
| 71  | Tâm hồn cô đơn                     |                             | 1982 |
| 72  | Thiên Ấn tự                        |                             |      |
| 73  | Thơ hồng                           |                             | 1997 |
| 74  | Tình đẹp                           |                             | 2001 |
| 75  | Tình đẹp xót xa                    |                             | 1982 |
| 76  | Tình là sợi tơ                     | Ký tên Trần An Thanh        | 1983 |
| 77  | Tình lẻ loi                        | Đồng sáng tác Trúc Sinh     | 2000 |
| 78  | Tình người viễn xứ                 |                             | 1982 |
| 79  | Tình phai                          |                             | 1988 |
| 80  | Tôi vẫn cô đơn                     |                             | 1994 |
| 81  | Trái tim vô nhiễm                  |                             |      |
| 82  | Tuổi trẻ Việt Nam                  |                             |      |
| 83  | Từ lúc em đi                       |                             | 1999 |
| 84  | Từ lúc tôi đi                      |                             | 1982 |
| 85  | Vẫn buồn như xưa                   |                             | 1994 |
| 86  | Vẫn như lầu hoang                  |                             | 1994 |
| 87  | Việt Dzũng trong trái tim Việt Nam |                             | 2014 |
| 88  | Vĩnh biệt một loài hoa             | Tặng ca sĩ Ngọc Lan         | 2001 |
| 89  | Xuân sau lưng                      |                             | 1985 |